# Аварины
Аварины, аварны или аварпы (греч. Αύαρινοί, Άβαρηνοί, Άβαρινοί, Αύαρηνοί) — одно из незначительных германских племён II века нашей эры. Под этим названием упоминается только в одном источнике в «Географии» Птолемея. Размещались в районе истока реки Вислы, между племенами — фругундионами и омбронами.

Менее значительные племена, населяющие Сарматию, [следующие]: около реки Вистулы, ниже венедов — гитоны, затем финны, далее сулоны, ниже их — фругундионы, затем аварины около истоков Вистулы; ниже их омброны, далее анартофракты, затем бургионы, далее арсиеты, сабоки, пиенгиты и биессы возле Карпатских гор.— Клавдий Птолемей
Согласно О. В. Кудрявцеву, аварины по Птолемею находились в западной части Европейской Сарматии. Вместе с фругундионами они составляли третий ряд из четырех в этом районе.
Т. Пекканен считал, что перечисленные Птолемеем народы от финнов до омбронов (в том числе и аварины) относились к этнографии Балтийского побережья. Это противоречит тому, что гитоны и аварины античным автором локализировались у реки Вислы.
Аваринов сближали с другим германским племенем — «варнами» или «варинами». В частности, Ф. А. Браун считал похожими названиями аваринов и аварпов у Птолемея с варинами и варпами у Плиния.